# Тиберије Гемел
Тиберије Јулије Цезар Нерон Гемел (10. октобар 19 - 37. или 38. година) је био члан Јулијевско-клаудијевске династије, усвојени син римског цара Калигуле.

## Биографија
Гемелов деда био је цар Тиберије, а прави родитељи били су му Друз Млађи и Ливила. Његов отац отрован је 23. године за шта су оптужени Ливила и њен љубавник Сејан, преторијански префект. Тиберије је позвао 31. године Калигулу и Гемела на свој двор. Постојале су гласине да је Гемел Сејанов син. Међутим, након отварања Тиберијевог тестамента сазнало се да је престо оставио Калигули и Гемелу да владају као савладари. Сенатори су за цара одабрали Калигулу, сина вољеног Германика. Калигула је адоптирао Гемела и прогласио га наследником. Међутим, убрзо је посумњао да Гемел кује заверу да га убије те је наредио да се погуби (крајем 37. или почетком 38. године).